# Milton Casco
Milton Óscar Casco (María Grande, 11 de abril de 1988) é um futebolista argentino que atua como lateral-esquerdo. Atualmente joga no River Plate.

## Carreira
Convocado para a Seleção Argentina entre 2015 e 2019, o lateral disputou duas edições da Copa América pela Albiceleste: a de 2015, realizada no Chile, e a 2019, realizada no Brasil. Foi vice-campeão em ambas as oportunidades.

## Títulos
News Old Boys
- Primera División: 2012–13

River Plate
- Copa Argentina: 2015–16, 2016–17 e 2018–19
- Recopa Sul-Americana: 2016 e 2019
- Supercopa Argentina: 2017, 2019 e 2023
- Copa Libertadores da América: 2018
- Campeonato Argentino: 2021 e 2023
- Trofeo de Campeones: 2021